# Danh sách thành phố Syria
Syria được chia thành các cấp hành chính lần lượt như sau:
- 14 tỉnh (muhafazah)
  - 64 huyện (mintaqah])
    - 275 phó huyện (nahiyah)

Mỗi tỉnh và huyện có một thành phố thủ phủ, ngoại trừ tỉnh Rif Dimashq và huyện Markaz Rif Dimashq. Tất cả các phó huyện đều có trung tâm hành chính riêng của mình.
Tại tất cả các huyện của Syria, huyện có cùng tên với huyện lị trừ một ngoại lệ; huyện Núi Simeon có huyện lị là Aleppo. Các phó huyện cũng tương tự với ngoại lệ là phó huyện Markaz Jabal Sam'an có trung tâm là Aleppo.

## Tỉnh lị và huyện lị
Số liệu theo điều tra dân số chính thức năm 2004:

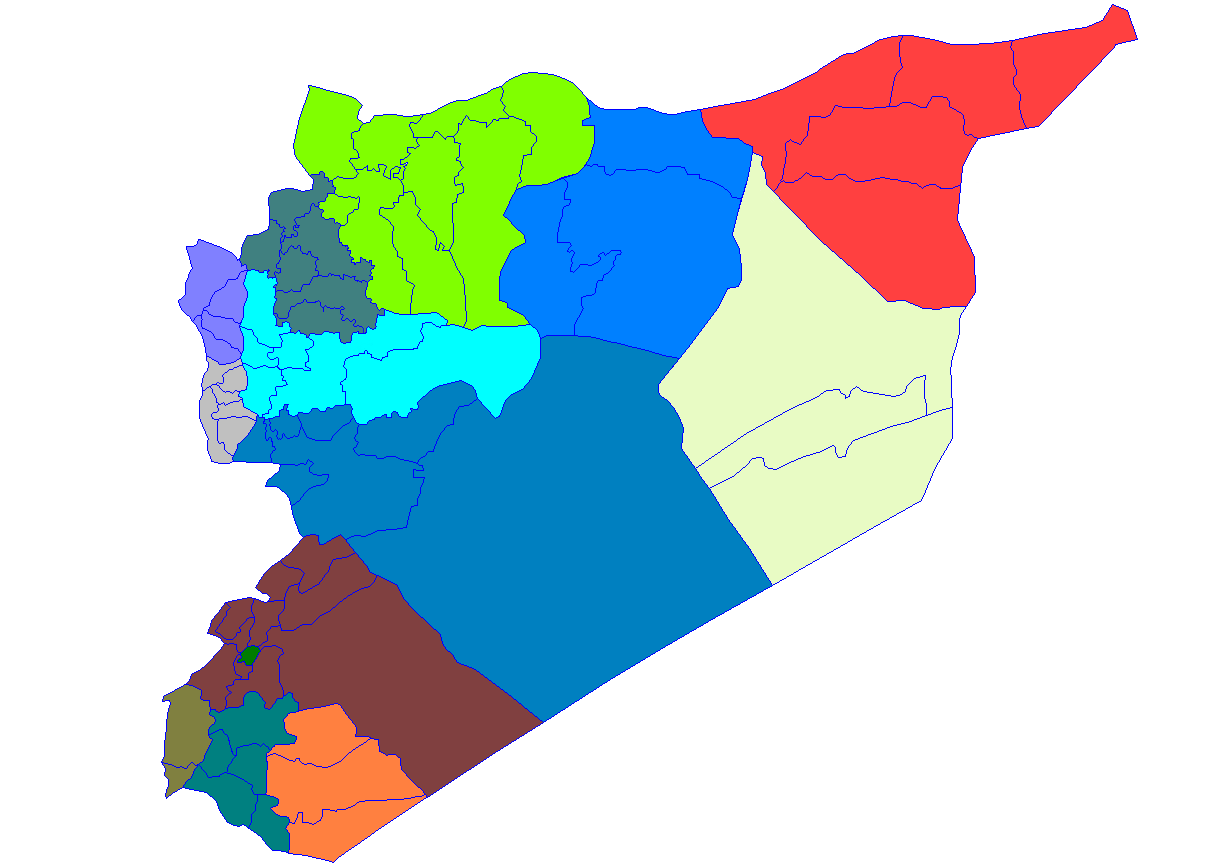
Các huyện của Syria
Al-Hasakah
Deir ez-Zor
Ar-Raqqah
Aleppo
Idlib
Latakia
Tartus
Hama
Homs
Damascus và Rif Dimashq
As-Suwayda
Daraa
Quneitra

- 13 thành phố đầu tiên trong danh sách đồng thời là tỉnh lị và huyện lị.
- Tỉnh Rif Dimashq không có thủ phủ chính thức và trụ sở của tỉnh đặt tại thành phố Damascus. Markaz Rif Dimashq và một huyện thuộc tỉnh Rif Dimashq, không có thủ phủ chính thức.
- Thành phố Damascus đồng thời là một tỉnh, huyện và phó huyện.